# 미국–조선민주주의인민공화국 관계

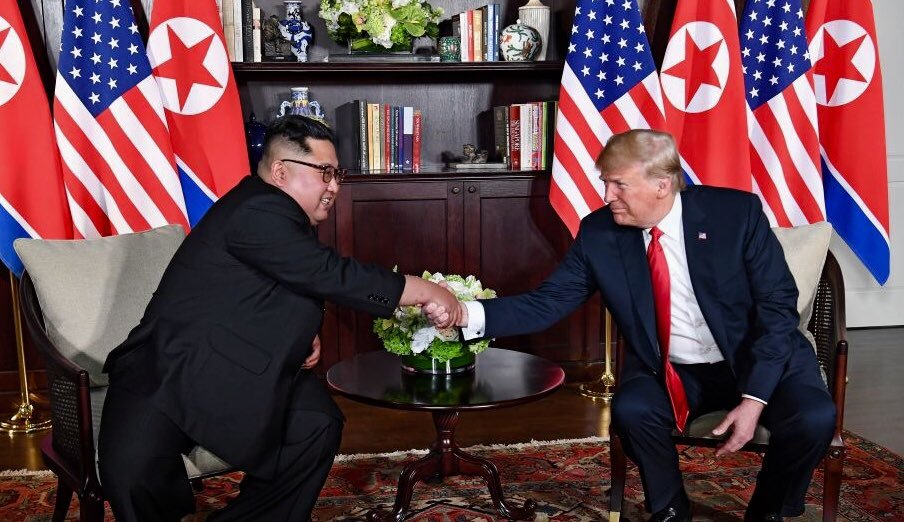
2018년 북미정상회담
김정은 국무위원장(왼쪽),
도널드 트럼프 미국 대통령(오른쪽)

미국-조선민주주의인민공화국 관계, 북한-미국 관계, 북미 관계(北美關係), 조미 관계는 북한과 미국의 양자 관계이다.

## 역사

### 한국전쟁 이후
6.25 전쟁이 북한과 미국과의 관계의 첫 시작이었으며, 양국은 서로를 적대적으로 인식하게 되었다. 한국전쟁이 휴전으로 끝나게 된 이후에도 1960년대와 1970년대에는 한반도 비무장 지대 분쟁에서 북한과 미국의 직접적 및 간접적 마찰과 충돌, 그리고 갈등이 빈번하게 발생하였다. 푸에블로함 피랍 사건은 북한과 미국의 신경전을 잘 보여주는 사건이며, 크고 작은 군사적 충돌 중 특히 판문점 도끼 만행 사건 때에는 양국간 갈등이 최고조에 올랐으며, 일촉즉발의 상황이었다.
현재까지도 남한과 미국은 한미연합군사령부와 유엔군사령부 운영을 통해서 북한에 대한 대비테세를 이어나가고 있으며, 다양한 한미연합훈련을 통해서 전투력을 유지하고 있다. 북한은 이러한 연합훈련에 매우 신경질적인 반응을 보이고 있으며, 주한미군 철수와 유엔군사령부 폐지를 요구하고 있다. 
양측은 외교 수립 관계가 아니기에, 주유엔 조선민주주의인민공화국 대표부가 연락 소통 창구로 활용되고 있다. 

### 북한의 핵개발
근래 수년 간의 관계는 조선민주주의인민공화국의 6차례의 실험(핵무기, 장거리 탄도 미사일 개발), 그리고 핵무기와 재래식 무기와 관련하여 미국 본토와 남한에 대한 군사적 타격의 지속적인 위협에 의해 크게 영향을 받았다.
특히 대륙간 탄도 미사일 및 극초음속 유도탄을 사용한 미국 본토에 대한 공격 위협은 미국에게 큰 안보 위협으로 다가왔다.  조지 W. 부시 행정부 시절에는 조지 W. 부시는 핵 능력의 위협 때문에 조선민주주의인민공화국을 악의 축(Axis of Evil) 중 하나로 규정하였다.
오토 웜비어가 사망하였을 당시, 미국은 웜비어법을 발의하고, 은행에 동결되어 있던 북한의 자금을 웜비어에 부모에게 전달한 바가 있다.
2006년 이후로 미국은 유엔 안전 보장 이사회 상임국으로서 다양한 유엔 안보리 결의안을 통해서 조선민주주의인민공화국에 대한 제재를 부과하고 있으며, 미국 독자 차원에서도 제재를 부과하고 있다. 2016년에는 대북제재 및 정책증진법를 통과시키며 북한에 대한 제제의 법적 기준을 더욱 보강하고 있다. 2017년 11월 20일에는 미국이 북한을 테러지원국으로 지정하였다.
조선민주주의인민공화국과 미국은 공식적인 외교 관계가 없으나, 뉴욕에 위치한 주유엔 조선민주주의인민공화국 대표부가 공식적인 창구로 활동 중에 있다. 이와 함께 북유럽 국가들 중 북한과 관계가 완만한 스웨덴이 조선민주주의인민공화국과의 영사적 문제에 대해 미국의 이익대표국 역할을 한다. 스웨덴은 평양에 자국 대사관을, 자국 수도 스톡홀름에 북한 대사관이 위치하고 있다. 북미 간 수교 협상은 아직까지 이뤄진 바가 없으며, 미국은 법적으로 대한민국을 한반도 유일한 합법적 국가로 간주해왔다.
2015년, 갤럽의 연간 세계 정서 조사에 따르면 미국인들 가운데 오직 9%만이 조선민주주의인민공화국을 호의적으로 바라보았으며 미국인들 가운데 87%가 부정적으로 바라보았다. 2014 BBC 월드 서비스 폴에 따르면 미국인들 중 4%만이 조선민주주의인민공화국의 영향력을 긍정적으로 바라보았고 90%가 부정적으로 바라보았으며, 이는 전 세계에서 조선민주주의인민공화국에 대한 가장 부정적인 관점 가운데 하나이다.

### 북미 정상회담
김일성과 김정일은 생애 미국의 현직 대통령과 만남이 성사된 적이 없었다. 1990년대의 북한이 핵확산방지조약을 탈퇴할 시점에 이례적으로 지미 카터가 전직 대통령 신분으로 북한을 방문하여 김일성과 만남을 가진 적이 있다. 여기서 둘은 의견 일치에 성공하였으며, 이는 제네바 합의로 연결되었다.
2018년 3월 8일, 백악관은 도널드 트럼프 대통령이 김정은의 회담 초청을 받아들이는 것으로 확인하였다. 5월에 회담이 성사될 것이라는 의심이 있었으나 나중에 2018년 6월 12일 싱가포르에서 만남을 가질 것이라 발표되었다. 백악관 대변인 사라 샌더스는 "와중에도 모든 제재와 최대한의 압박은 유지되어야 한다"고 언급하였다. 2018년 5월 15일, 조선민주주의인민공화국은 대한민국과의 대화를 단절한 다음 미국과 대한민국 간 군사훈련을 언급하면서 예정된 북미정상회담을 취소하겠다고 위협하였다. 그러자 트럼프 대통령이 공식 문서를 통해서 북미정상회담을 취소한다고 전격 발표하자, 김계관이 다시 서명을 발표하며 협상을 재개하게 된다. 여러 차례의 극적인 협상 끝에 2018년 북미정상회담이 개최되었으며, 북미 정상 간 최초의 합의문이 서명되었다.
2019년 2월 북미정상회담이 개최되었으나 북한과 미국의 입장 결렬과 협상 실패로 별다른 성과 없이 끝나게 된다. 미국은 북한에게 완전한 비핵화를 요구하며 영변 핵시설과 추가적인 핵시설의 폐쇄가 필요하다고 주장하였으며, 북한은 이를 받아드릴 수 없다고 맞섰다. 회담이 결렬되면서 북한과 미국은 이후 여러 차례 공개 및 비공개 협상을 통해서 회담을 이어가려고 하였으나, 입장 차이의 변화 없이 종료되었다.

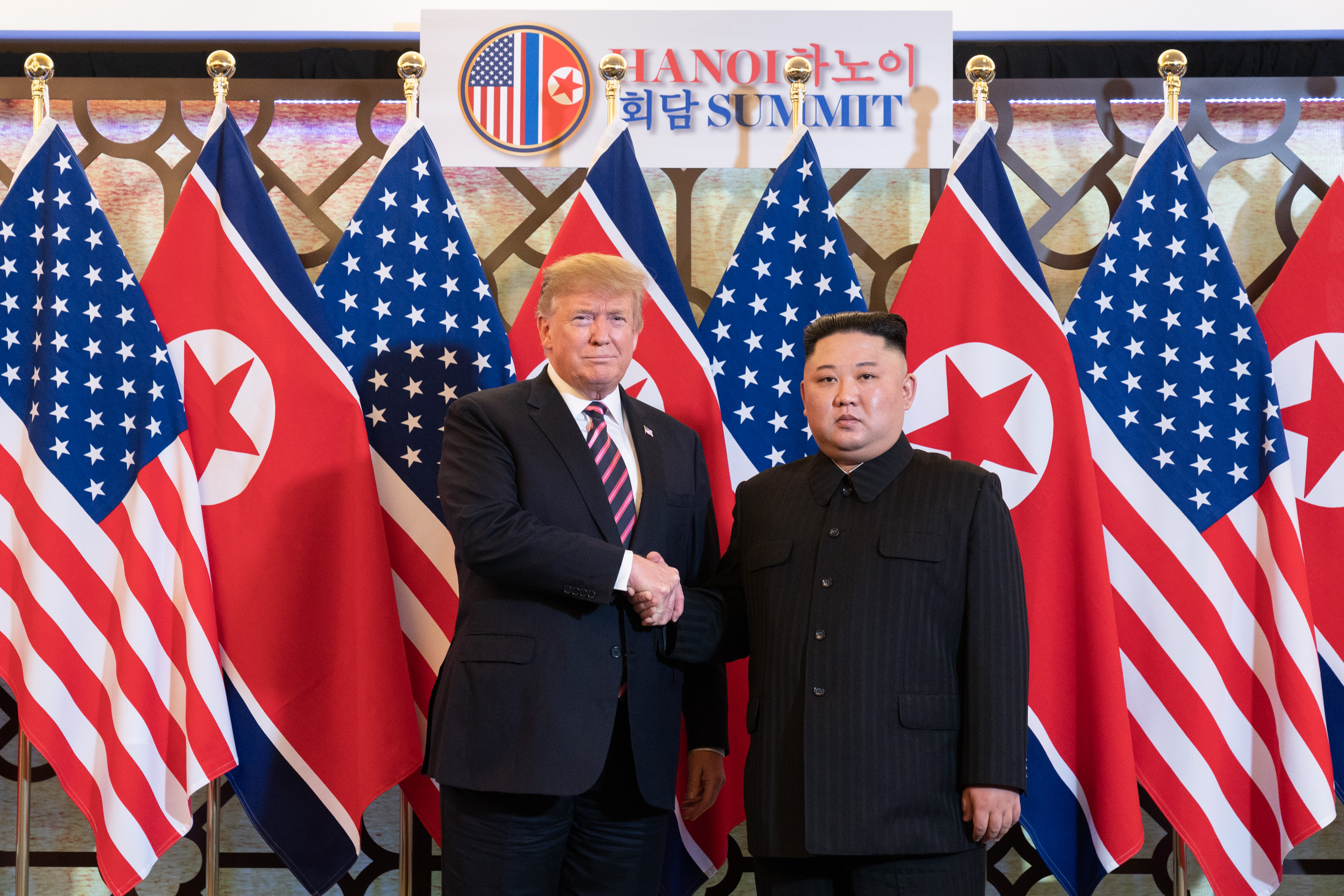
제2차 북미정상회담에서 김정은과 트럼프

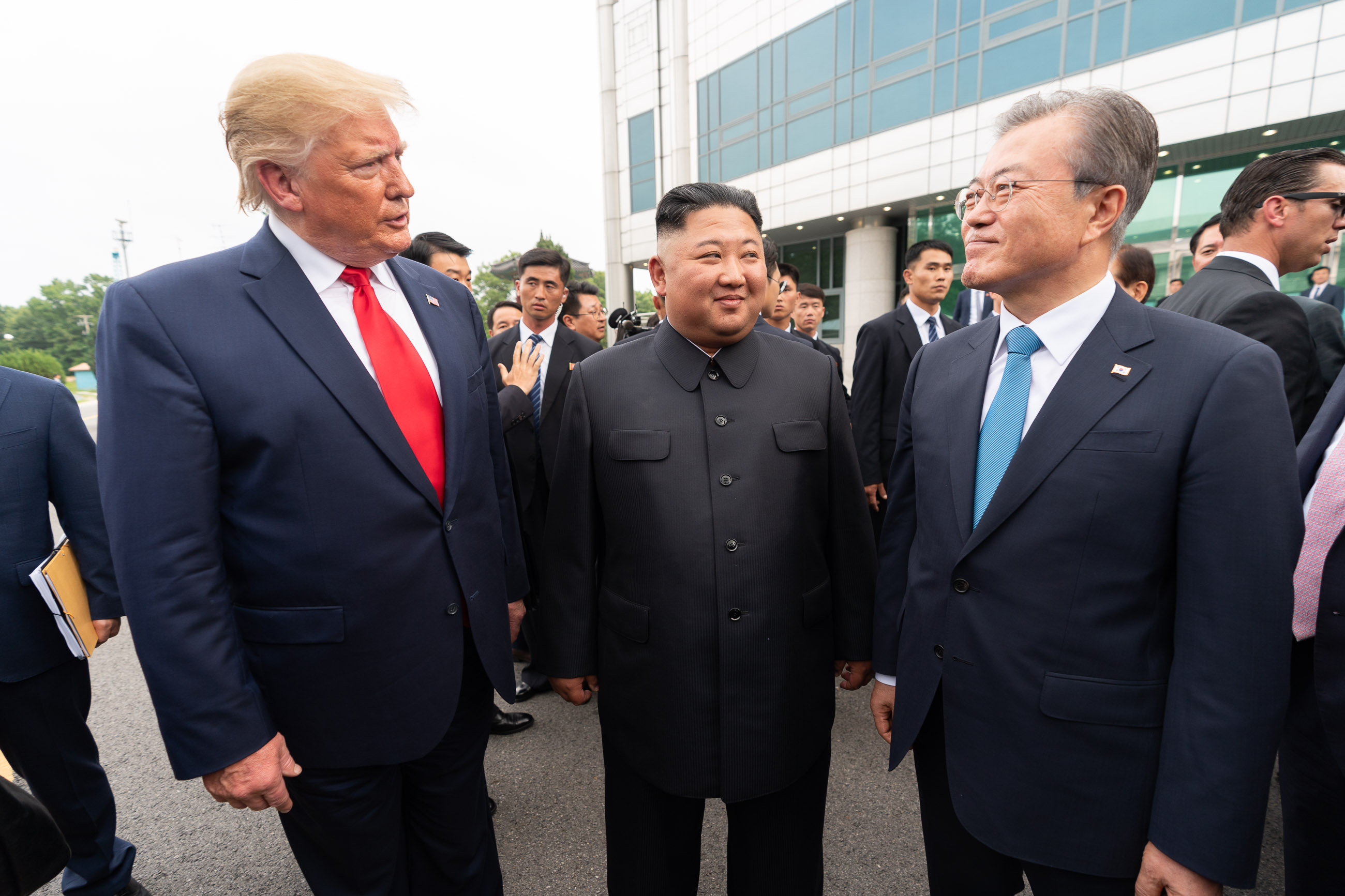
판문점에서 트럼프, 김정은, 문재인

2019년 6월 2019년 남북미정상회담이 판문점에서 극적으로 성사되었으나, 회담 이후 북미 간 이견은 좁혀지지 못하게 되었다. 김명길 주스웨덴 북한대사와 스티븐 비건 대북특별대표가 여러 차례 만남을 가졌으나, 별다른 소득을 얻지는 못하였다.

### 현재
조 바이든 행정부 시절에는 별다른 진전이 없었으나, 도널드 트럼프 2기 행정부의 등장과 함께 북미 관계가 다시 개선될 가능성이 어느 정도 보이고 있다. 트럼프 대통령이 친서를 김정은에게 보냈으나, 주유엔 조선민주주의인민공화국 대표부에서 수령을 거절했다고 밝혀졌다.

## 국가 비교
|             | 조선민주주의인민공화국                     | 미국                                                 |
| 인구        | 25,394,500명                               | 324,720,000명                                        |
| 지역        | 120,540 km2 (46,540 mi2)                   | 9,826,630 km2 (3,794,080 mi2)                        |
| 인구 밀도   | 202/km2 (520/sq mi)                        | 35/km2 (91/sq mi)                                    |
| 수도        | 평양직할시                                 | 워싱턴 D.C.                                          |
| 최대 도시   | 평양직할시 – 2,586,389명                   | 뉴욕 – 8,594,000명                                   |
| 정부        | 주체사상 일당 전체주의                     | 연방 대통령 공화제                                   |
| 최초 지도자 | 김일성                                     | 조지 워싱턴                                          |
| 현재 지도자 | 김정은                                     | 조 바이든                                            |
| 공식 언어   | 한국어                                     | 영어 (사실상, 연방 수준에서 공식 언어는 없음)        |
| GDP (명목)  | 154억 미국 달러 (1인당 국민 소득: 621달러) | 18조 5,520억 미국 달러 (1인당 국민 소득: 57,230달러) |

## 같이 보기
- 조선민주주의인민공화국의 인권
- 한반도 분쟁
- 대량살상무기 확산방지구상
- 한미 관계